# República Socialista de Macedonia
La República Socialista de Macedonia, abreviado como RS de Macedonia (en macedonio: Социјалистичка Република Македонија, Socijalistička Republika Makedonija) fue una república constituyente de la antigua República Federativa Socialista de Yugoslavia. Fue denominada inicialmente como Estado Federado de Macedonia (Демократска Федерална Македонија) entre 1943 y 1945, y como República Popular de Macedonia (Народна Република Македонија) entre 1945 y 1963. En 1991 se independizó formando la actual Macedonia del Norte.

## Historia
La República Popular de Macedonia fue proclamada el 2 de agosto de 1944 tras la liberación del territorio ocupado por las fuerzas del Eje durante la Segunda Guerra Mundial.
En 1963 adoptó el nombre de República Socialista de Macedonia, adoptando una constitución propia y símbolos nacionales propios pero como parte de la República Federativa Socialista de Yugoslavia. El gobierno estuvo liderado por la Liga de Comunistas de Macedonia (Сојуз на комунистите на Македонија, Sojuz na komunisti na Makedonija).
Tras la realización de un plebiscito, el 8 de septiembre de 1991 la RS de Macedonia se declaró independiente bajo el nombre de República de Macedonia (actualmente, Macedonia del Norte) en plena disolución de Yugoslavia.